# Andrew Taylor Still

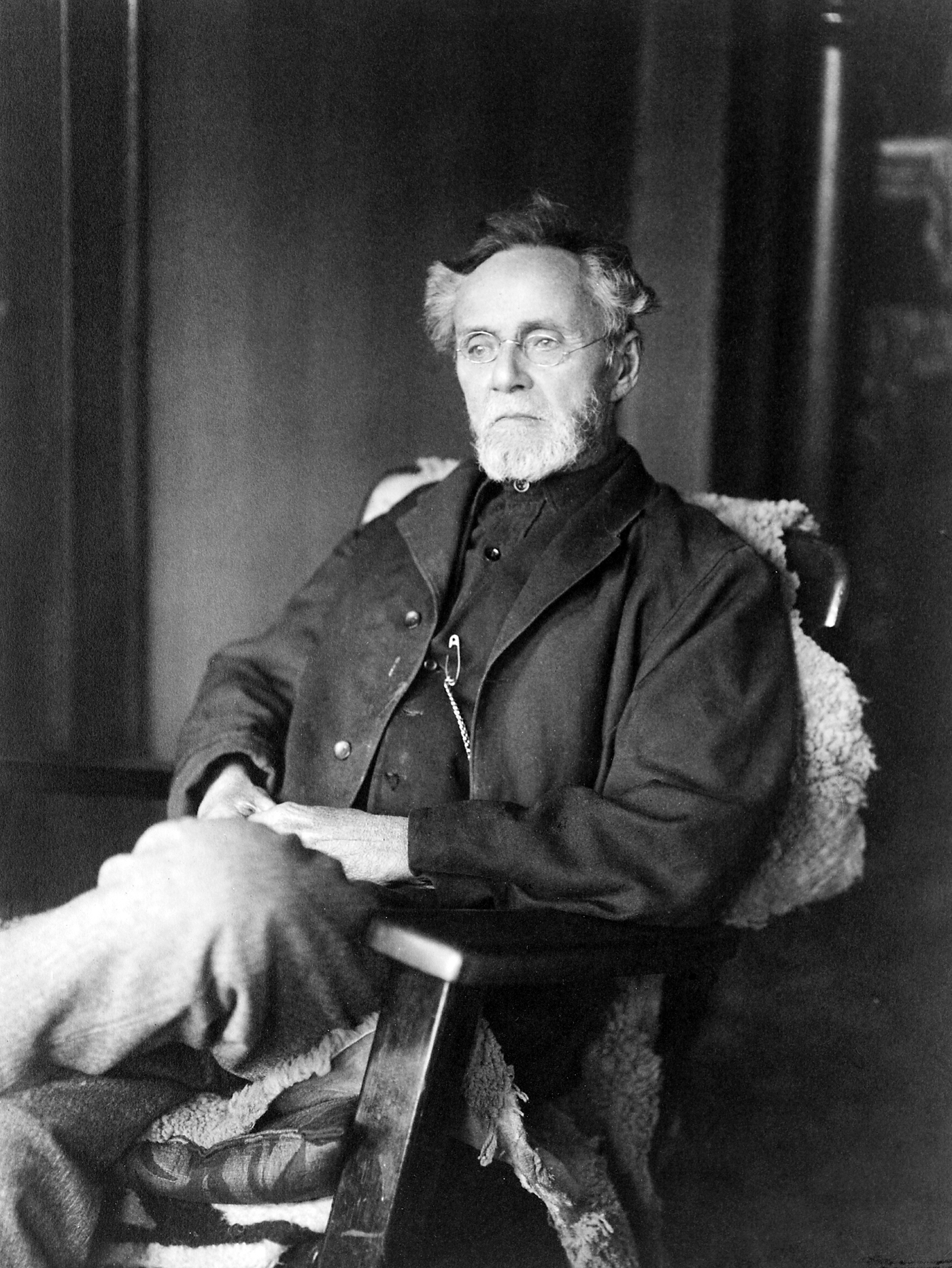
Andrew Taylor Still im Jahre 1914

Andrew Taylor Still (* 6. August 1828 im Lee County, Virginia; † 12. Dezember 1917 in Kirksville, Missouri) entwickelte Ende des 19. Jahrhunderts die heute zur Komplementärmedizin gezählte Osteopathie.

## Leben und Werk

### Jugend und Ausbildung
Als Sohn eines methodistischen Pastors und Arztes wurde er im Lee County im Bundesstaat Virginia als drittes von neun Kindern geboren. Durch Mitarbeit bei seinem Vater erwarb er sich die nötigen Mittel, um eine medizinische Ausbildung im Lehrverfahren zu finanzieren. Er erhielt, den amerikanischen Gesetzen jener Zeit gemäß, auf diesem Weg die ordentliche Zulassung als Landarzt. Dies erklärt auch, warum kein Nachweis einer universitären Ausbildung vorliegt.
Wie sein Vater praktizierte er die bei den damaligen heroischen Ärzten gebräuchliche Humoralpathologie. Diese ergänzte Still aber schon früh durch nicht-universitäre Methoden, wie etwa Phytologie und Bonesetter-Techniken der Shawnee-Indianer, sowie Anwendungen, die vom Begründer des Methodismus, John Wesley (1703–1791), in dessen Handbuch für seine Wanderprediger beschrieben sind. Ob und inwieweit die aus diesem Handbuch abzuleitende kritische Haltung Wesleys gegenüber der heroischen Medizin prägend auf Still gewirkt hat, ist nicht nachweisbar. Im amerikanischen Bürgerkrieg übte er eine aktive Rolle auf Seiten der Sklavereigegner aus und war in Feldlazaretten in Kansas City an kleineren Eingriffen beteiligt.

### Rückschläge und Neuorientierung
Nach der Rückkehr 1864, nachdem innerhalb weniger Tage zwei seiner leiblichen Kinder einer bakteriellen Meningitis erlegen waren und kurz darauf auch ein Adoptivkind an Lungenentzündung gestorben war, und dies, obwohl Still mehrere reguläre Ärzte und Geistliche zu Rate gezogen hatte, wandte er sich von der etablierten Medizin und sämtlichen religiösen Institutionen ab. Er begann seine Kenntnis in funktioneller Anatomie zu verbessern und sämtliche medizinische Ansätze des Mittleren Westens jener Zeit empirisch zu untersuchen. Nachweislich beschäftigte er sich dabei unter anderem mit der Zellularpathologie von Rudolf Virchow.

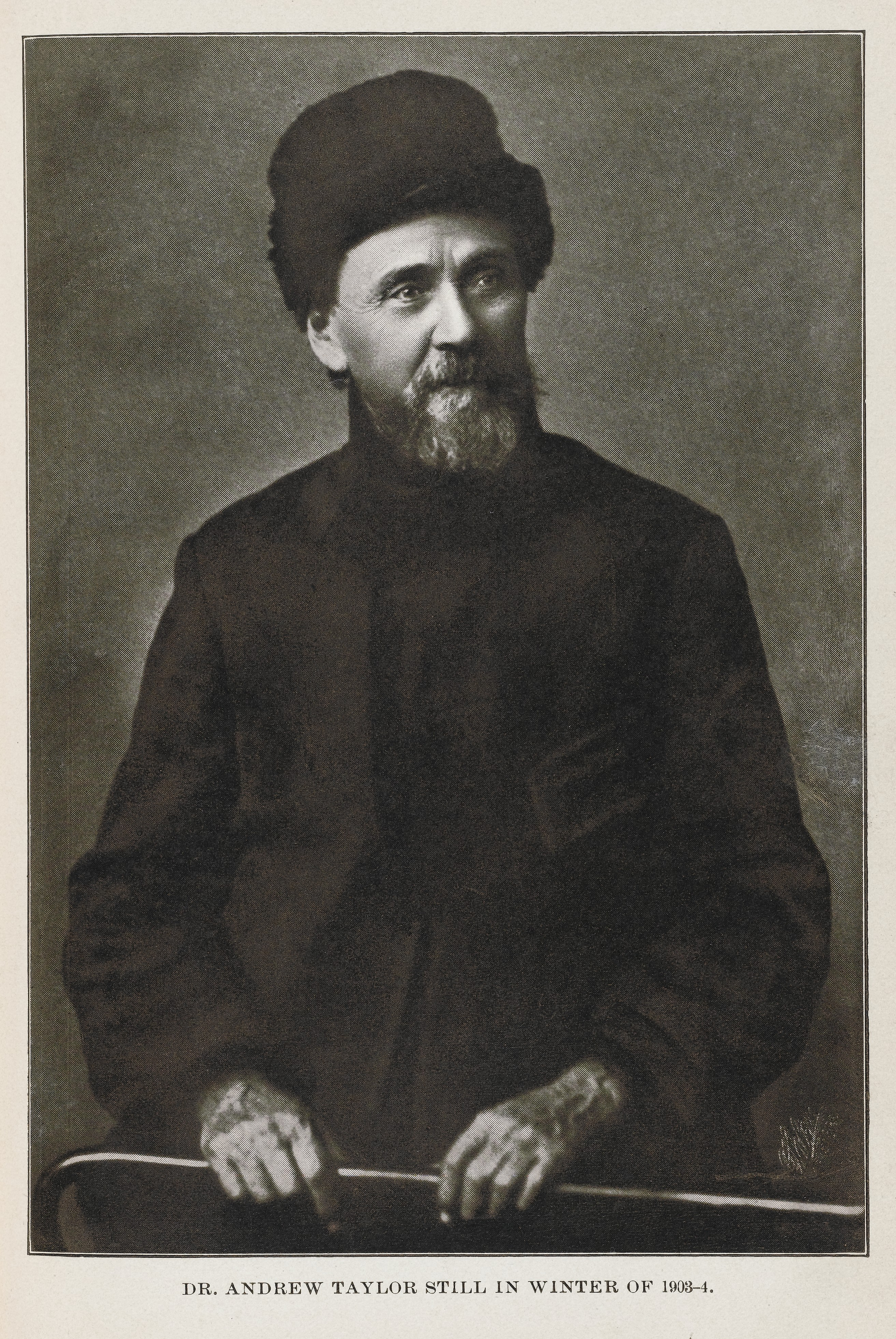
Still im Winter 1903

Da Still nicht nur an medizinischen, sondern an allen Fragen des Lebens interessiert war, begleiteten seine autodidaktische Entwicklung der Osteopathie auch ausgedehnte Studien unterschiedlichster Geistesströmungen seiner Zeit, darunter der Amerikanische Transzendentalismus, Phrenologie, Mesmerismus, die Evolutionstheorie v. a. nach Herbert Spencer, dem vom Swedenborgianismus inspirierten Spiritismus bzw. Geistheilen, dem Knochensetzen und den manipulativen Techniken bzw. der Phytomedizin und dem Schamanismus der Shawnee. Als temporäres Mitglied der Freimaurerloge in Kirksville hatte er zudem Zugang zu neuen wissenschaftlichen Erkenntnissen von der Ostküste Amerikas bzw. aus Europa.
Still begegnete allen medizinischen und geistigen Strömungen a priori mit einer skeptisch-pragmatischen Einstellung und war erst dann überzeugt, wenn die in ihnen vertretenen Hypothesen sowohl inhaltlich logisch, als auch praktisch erfolgreich waren. Besonders in Stills Autobiografie erkennt man dabei deutlich den Einfluss von Ralph Waldo Emerson und dessen Skepsis gegenüber jeglicher Form von Autorität sowie seiner Aufforderung zum selbstständigen und ethischen Denken.
Am 22. Juni 1897 erlebte er eine „prophetische Vision“, die besagte, dass Krankheiten wie Fieber, Rheuma, Diphtherie oder Lungenentzündung keine echten Krankheiten, sondern nur Effekte von Nervenfehlfunltionen seien; diese Fehlfunktionen würden durch verschobene Wirbel verursacht; und, bringe man die Wirbel in ihre richtige Position zurück, könne sich der Körper selbst heilen.
Ursprünglich nicht interessiert an der Eröffnung einer Schule, ließ er sich schließlich 1892 von ehemaligen Patienten und befreundeten Ärzten dazu überreden, im Alter von 64 Jahren eine kleine Lehranstalt in Kirksville zu etablieren, in der zunächst nur Anatomie und das philosophische Denken unterrichtet wurden. Da Still kein Interesse an administrativen Aufgaben hatte, die Schule zugleich aber rasch wuchs, zog er sich schon Mitte der 1890er mehr und mehr aus dem Schulbetrieb zurück. Still starb 1917 an den Folgen eines zweiten Schlaganfalls.

### Religiosität und Spiritualität
Still wuchs in einer streng methodistischen Familie auf. Nach dem Tod seiner Kinder 1864 brach er mit sämtlichen institutionellen Religionen.
Auch wenn der Einfluss der Adventisten Mitte des 19. Jahrhunderts im Mittleren Westen der USA sehr stark war, ist Gardners Behauptung, Still wäre zu den Adventisten gewechselt nicht belegt. Ebenso ist Gardners Behauptung, er wäre zu den Methodisten zurückgekehrt ebenfalls kritisch zu betrachten.

### Grundlagen Stills Klassischer Osteopathie
Zwar schreibt Still, dass er am 22. Juni 1874 um 10:00 Uhr morgens das „Banner der Osteopathie“ gehisst hätte, tatsächlich taucht der Begriff jedoch erst 1891/92 im Zuge der Gründung seiner Schule, der American School of Osteopathy auf. Der zusammengesetzte Begriff leitet sich aus den altgriechischen Wörtern osteon für Knochen und pathos für Leiden her.
Stills rein manuelle Techniken dienten seiner Ansicht nach zur optimalen Anpassung (nicht: Korrektur) des Organismus, wodurch sich die Selbstregulationsmechanismen, d. h. die Gesundheit des Körpers wieder besser entfalten könne und bestehende Symptome oder Krankheiten verdrängen würden.
Stills Ansatz zielt vielmehr anders als in der heroischen und orthodoxen Medizin üblich nicht auf das Bekämpfen der Erreger, sondern auf die Stärkung jenes Teils des inneren Milieus, den wir heute als Abwehrsystem kennen. Um dies zu erreichen, müssen jene anatomischen ‚Läsionen‘ beseitigt werden, die über eine Störung von Blut- oder Nervensystem einen direkten, aber vor allem indirekten Einfluss auf die Körperphysiologie haben.
Stills Ansatz ist insofern komplex, als er vitalistisches Denken mit mechanistischem Handeln verbindet. Da hierbei die Quellen der Gesundheit und nicht jene der Pathologie im Zentrum seiner Aufmerksamkeit standen, ist sein Ansatz salutogenetisch, was auch den Unterschied von Stills Osteopathie zur rein pathogenetisch orientierten Chiropraktik, Chirotherapie bzw. Manualmedizin/Manualtherapie begründet, bei denen es primär um das aktive Beseitigen eines Leidens oder eines Symptoms durch den Behandler geht. Und da er körperärztliches Handeln eingebettet in die Seelsorge kennengelernt hatte, entspricht sein Arztbild jenem des hippokratischen Idealarztes als Körperarzt, Seelsorger und Philosophen in einer Person, der keine Krankheiten behandelt, sondern Menschen begleitet.
Die Aufgabe des Osteopathen bestand nun darin mit manuellen Techniken die Läsion zu lösen, damit die Körperflüssigkeiten wieder frei fließen und sich die Gesundheit wieder entfalten kann, um die Symptome von sich aus zu verdrängen.
Bezüglich des Begriffs „Gott“ ist es wichtig anzumerken, dass Still damit eine alles durchdringende und spiegelnde übergeordnete, wohlwollende und intelligente Instanz im pantheistischen Sinn meint und keine wie auch immer geartete Form einer religiösen Erleuchtungsgestalt bzw. ein religiöses Modell. Diesen stand er ebenso kritisch gegenüber wie der pathogenetischen Medizin und diese Abkehr gegenüber jeglichen institutionalisierten Kirchen, aber auch jeglicher Sektiererei, drückt sich v. a. dadurch aus, dass „Gott“ in seinen vier Monografien mit 72 verschiedenen Begriffen beschrieben wird („Jehowa“, „Manitou“, „Großer Architekt“, „Großer Erfinder“, „Großer Philosoph“ etc.).
Stills Osteopathie ist insofern komplex, als sie zwei einander widersprechende medizinphilosophische Ansätze vereint: Einerseits vertrat er in seinem Weltbild einen vitalistischen Denkansatz mit einer unabhängigen Instanz Leben, dessen Intelligenz er als allein verantwortlich für sämtliche Heilungen sah; andererseits basierten seine Techniken und damit sein Handlungsansatz ausschließlich auf rationalen und rein mechanistischen Überlegungen zu anatomisch-physiologischen Zusammenhängen.
Aus dem bisher Gesagten ergibt sich für Stills Klassische Osteopathie:
- Sie ist eine 'philosophische' Erweiterung der bestehenden pathogenetischen Medizin um den salutogenetischen Aspekt.
- Sie ist fester Bestandteil der Gesamtmedizin und somit weder Alternativ-, noch Komplementärmedizin.
- Sie repräsentiert einen  Ansatz zur Behandlung von Menschen, keiner Krankheiten.
- Sie befasst sich mit allen Folgen von anatomisch-physiologischen Fehlanpassungen, wobei muskuloskelettale Beschwerden nur einen kleinen Teilbereich darstellen.
- Ihr Behandlungsziel ist die Anpassung des anatomisch-physiologischen Rahmenwerks zur besseren Entfaltung der Selbstregulationsmechanismen.
- Sie spricht der Intelligenz des Lebens die alleinige Heilverantwortung zu → Es gibt keine Heiler bzw. Gesundmacher.

### Bekannte Schüler und Weiterentwicklung
Zu seinen bedeutendsten Schülern zählen John Martin Littlejohn, der 1917 in England mit der British School of Osteopathy die erste europäische Schule für Osteopathie gründete und William Garner Sutherland, der die kraniosacrale Osteopathie entwickelte. Daniel David Palmer, der Begründer der heutigen Chiropraktik, war 1895 zwei Wochen Gast in Stills Zuhause und wurde durch Stills Tochter Blanche in die Osteopathie eingeführt. Er reduzierte den ursprünglichen Ansatz Stills auf Kurzhebeltechniken und Symptombehandlungen und ergänzte diesen in seinem Werk The Chiropractor durch esoterisches und sektiererisches Gedankengut, das stark von der Theosophie geprägt war. Die moderne Chiropraktik hat sich davon distanziert.

## Kurioses
In seiner Autobiographie beschrieb Andrew Taylor Still sich selbst als „möglicherweise den besten lebenden Anatomen“.
Still leugnete die zu seiner Zeit bereits von Louis Pasteur fest etablierte Existenz von Mikroben ebenso wie die von Robert Koch aufgezeigte Rolle derselben in der Entstehung von Erkrankungen. 1910 schrieb er sein erstes Lehrbuch für die von ihm gegründete Schule. Darin beschrieb er seine Methoden der Manualtherapie an der Wirbelsäule, mit deren Hilfe er glaubte Gelbfieber, Malaria, Rachitis, Hämorrhoiden, Diabetes, Kopfschuppen genauso wie Adipositas „geheilt“ zu haben.
Still glaubte auch, bei einem Kahlköpfigen durch Reiben an der Wirbelsäule Haarausfall rückgängig gemacht bzw. anhaltendes Haarwachstum bewirkt zu haben. Er war der Meinung, dass Erkrankungen auf Fehlfunktionen der Nerven und der Blutversorgung beruhen. Diese würden durch das Versperren einzelner Körperteile (Gelenke, Knochen, Faszien) verursacht und seien maßgeblich Schuld daran, wenn der Körper mit der Heilung nicht aus eigener Kraft fertig werde. Es sei die Aufgabe des Osteopathen, diese Versperrungen zu finden und zu „adjustieren“. Wie diese „Adjustierungen“ von selbst halten, ist nicht klar.

### Unveröffentlichte Arbeiten
- E. E. Tucker: Remeniscenses of A. T. Still.
- M. Still: Remeniscenses of Pioneer life.
- P. Brown: A.T.Still - Lightning Bonesetter.
- P. Brown: Foundation of Osteopathic Medi.